# کاترینه ساندنس
کاترینه ساندنس (انگلیسی: Cathrine Sandnes؛ زادهٔ ۱۹ مارس ۱۹۷۲) روزنامه‌نگار، نویسنده، کاراته‌کا، و سردبیر اهل نروژ است.